# قورتلوجه علیا (خداآفرین)
قورتلوجه علیا یکی از روستاهای استان آذربایجان شرقی است که در دهستان گرمادوز شرقی بخش گرمادوز شهرستان خداآفرین واقع شده‌است.